# ایچیرو هاسومی
ایچیرو هاسومی (انگلیسی: Eiichirō Hasumi؛ زادهٔ ۲۹ مارس ۱۹۶۷) کارگردان فیلم اهل ژاپن است.